# Nonyma egregia
Nonyma egregia là một loài bọ cánh cứng trong họ Cerambycidae.